# Hanshin Tigers
Hanshin Tigers (japansk: 阪神タイガース) er et professionelt japansk baseballhold fra Hyōgo-præfekturet. De spiller i Nippon Professional Baseball. Deres hjemmebanestadion hedder Hanshin Koshien Stadium.
Tigers blev stiftet i 1935 under navnet Osaka Tigers, som var holdets navn frem til afslutningen af 1961, hvor man ændrede til den nuværende betegnelse.